# Parti de la réforme d'Estonie
Pour les articles homonymes, voir Parti de la réforme.
Le Parti de la réforme d'Estonie (en estonien : Eesti Reformierakond, ERE) est un parti politique estonien, membre de Renew Europe (RE). Il est considéré comme un parti libéral de centre droit.

## Historique

### Fondation et premiers résultats
Le Parti de la réforme est fondé le 13 novembre 1994, sous la présidence de Siim Kallas, alors président de la Banque d'Estonie. Aux élections législatives du 5 mars 1995, l'ERE, avec 16,2 % des voix, remporte 19 députés sur 101 au Riigikogu, devenant alors le deuxième parti du pays.

### Entrée au gouvernement
Rétrogradé à la troisième place lors du scrutin du 7 mars 1999, avec 15,9 % des suffrages et 18 parlementaires, il entre dans le second gouvernement du conservateur Mart Laar, formé juste après le scrutin, Kallas étant nommé ministre des Finances. Laar démissionne en 2002 et Siim Kallas est alors nommé Premier ministre de l'Estonie, à la tête d'un gouvernement de coalition avec le Parti du centre d'Estonie (EKE).

### Un parti durablement au pouvoir

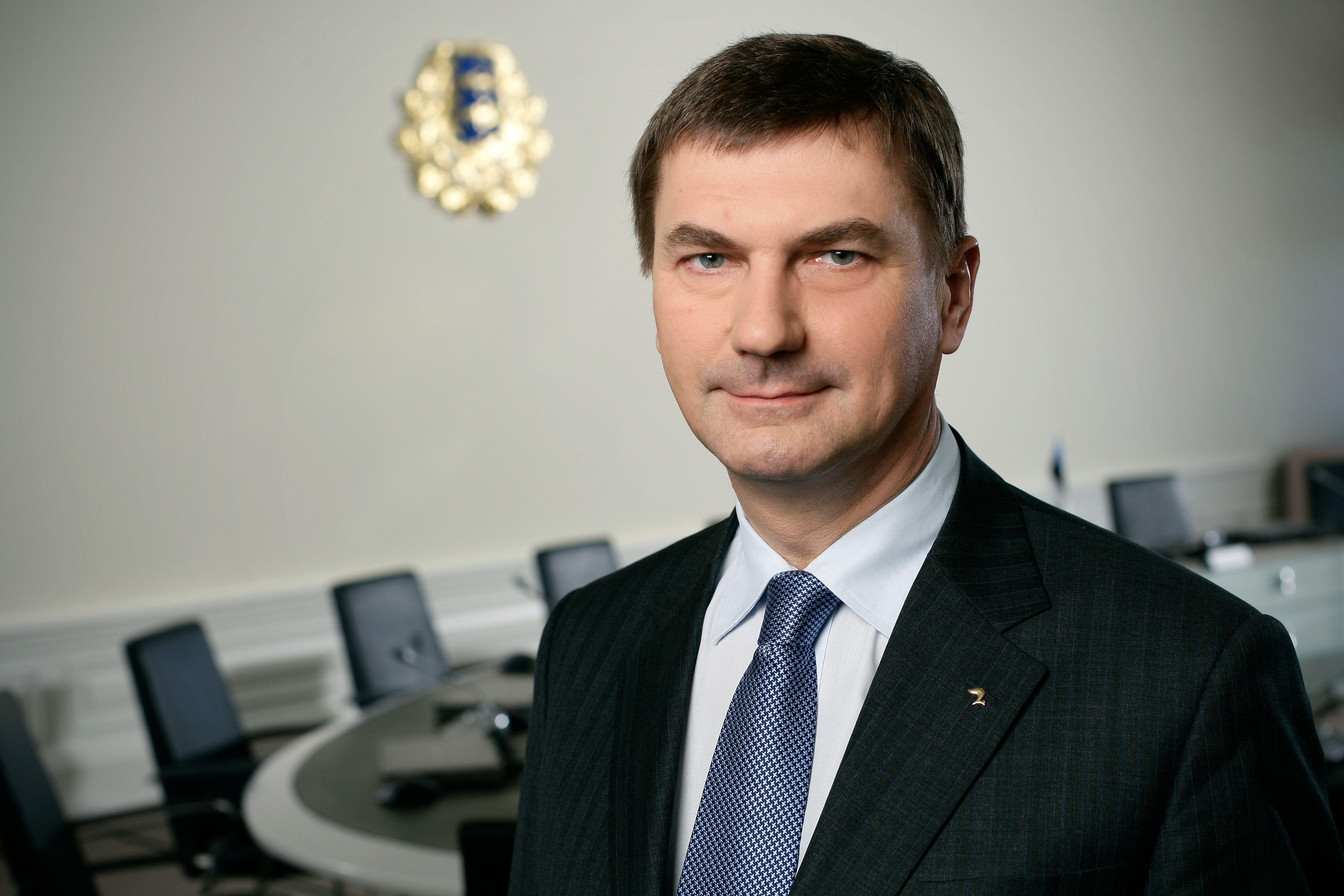
Andrus Ansip, président du Parti de la réforme de 2004 à 2014 et Premier ministre de 2005 à 2014.

Toutefois, aux élections du 2 mars 2003, le Parti de la réforme ne progresse que très modérément, obtenant 17,7 % des voix, soit 19 députés. Kallas doit céder la direction du gouvernement au conservateur Juhan Parts, mais l'ERE reste au gouvernement, avec les ministères de la Défense, de l'Économie ou encore des Affaires étrangères.
Alors que les élections européennes du 13 juin 2004 sont un camouflet pour le parti, avec seulement 12,2 % des suffrages et 1 siège sur 6, le gouvernement désigne Siim Kallas comme commissaire européen. Ce dernier est remplacé, le 14 novembre suivant, par Andrus Ansip, tout nouveau ministre de l'Économie, comme président de l'ERE.
Parts étant contraint de démissionner, Ansip le remplace comme Premier ministre, dirigeant un gouvernement avec l'EKE et l'Union populaire estonienne (ERL). Les élections législatives du 4 mars 2007 placent le Parti de la réforme au premier rang, avec 27,8 % des voix et 31 députés sur 101. Ansip, premier chef du gouvernement estonien reconduit après des législatives, change de partenaire, s'associant à l'Union pour la patrie et Res Publica (IRL) et au Parti social-démocrate (SDE).
Bien que le SDE se retire de la coalition en mai 2009, le gouvernement Ansip II se maintient grâce au soutien sans participation de l'ERL à l'Assemblée. Le mois suivant, Kristiina Ojuland est élue députée européenne sous les couleurs libérales, le parti restant troisième avec un siège et 15,3 %.
Les élections législatives du 6 mars 2011 marquent une nouvelle victoire, l'ERE remportant 28,6 % des voix et 33 députés. Andrus Ansip, qui obtient un troisième mandat historique, fait le choix de ne pas changer d'allié, sa coalition avec l'IRL étant désormais majoritaire au Parlement. La démission d'Andrus Ansip en mars 2014 marque la fin de la coalition. Le Parti de la réforme conserve la tête du gouvernement de la République avec la nomination de Taavi Rõivas, mais s'allie cette fois avec le Parti social-démocrate. Un an plus tard, les élections législatives de mars 2015 se soldent par un recul du parti, qui conclut néanmoins un nouvel accord avec les sociaux-démocrates et l'Union de la patrie et Res Publica. Le 9 novembre 2016, après que Rõivas a perdu le soutien de ses partenaires de coalition, le Parlement adopte une motion de censure par 63 voix pour et 28 voix contre, ce qui entraîne la chute du gouvernement et la démission du Premier ministre.

### De l'opposition à la tête du gouvernement (depuis 2019)

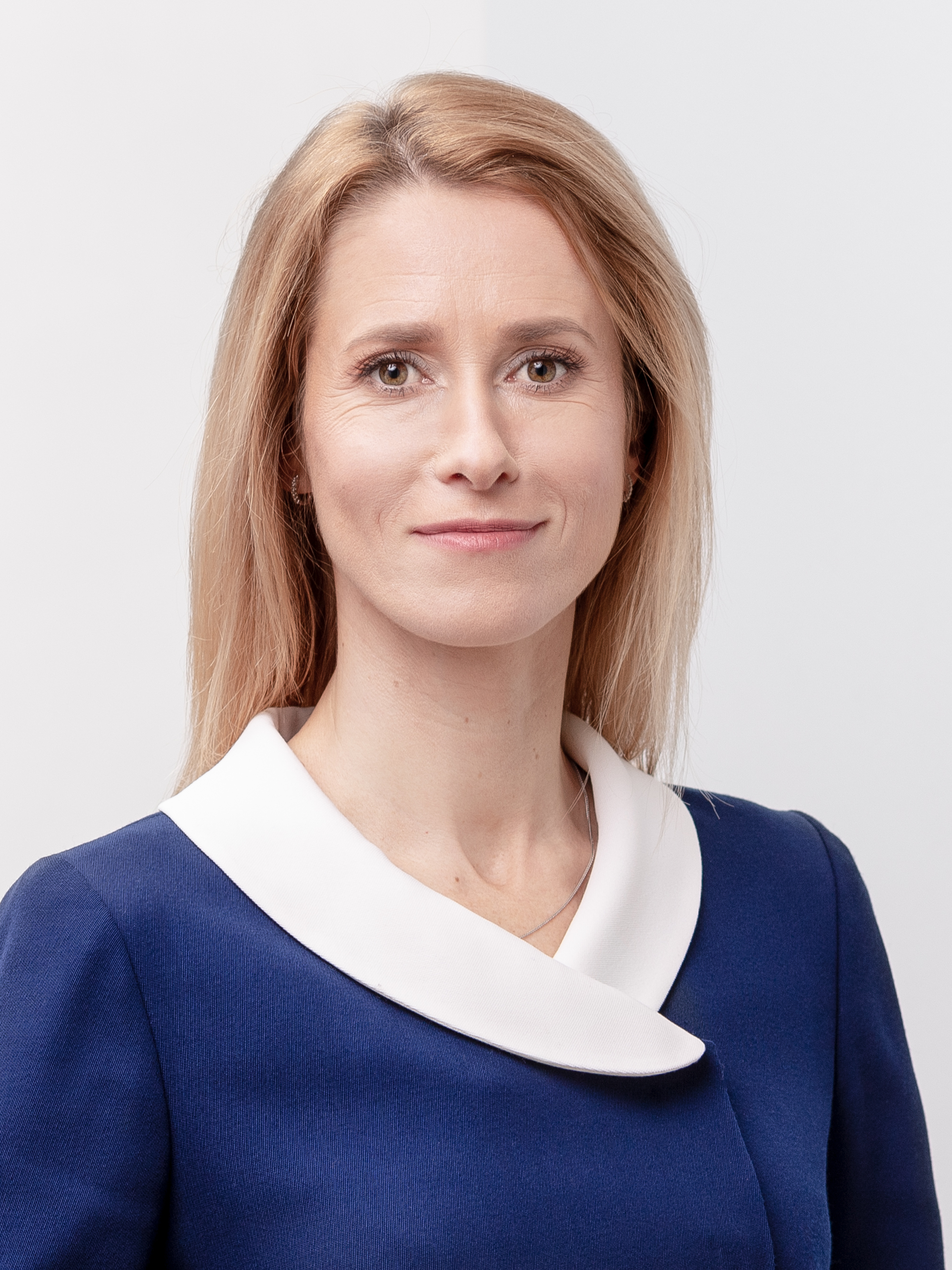
Kaja Kallas en 2021

Lors des élections législatives du 3 mars 2019, l'ERE engrange 28,8 % des voix et obtient 34 sièges, réalisant son meilleur score électoral en sièges. Le parti annonce qu'il engage des discussions avec le SDE, Isamaa et le KESK. Ces dernières n'aboutissent toutefois pas, et un gouvernement autour du Parti du Centre est mis en place, dirigé par Jüri Ratas.
En 2021, des affaires de corruption au sein du Parti du Centre contraint le gouvernement à démissionner. La présidente Kersti Kaljulaid demande à Kaja Kallas de former un gouvernement autour du Parti de la Réforme. Le 26 janvier 2021, elle devient la première femme à devenir Première ministre d'Estonie, en formant une coalition avec le Parti du centre.
Le gouvernement est secoué en 2022 par l'invasion de l'Ukraine par la Russie. Le Parti du centre, proche de l'électorat russophone, s'éloigne du positionnement du Parti de la Réforme. La coalition est dissoute en juillet 2022, lors du refus du Parti du centre de voter un nouveau projet de loi sur l'éducation, et la demande de la première ministre de relever de leurs fonctions tous les ministres du KESK. Kaja Kallas forme un nouveau gouvernement avec la participation du parti conservateur Isamaa et le Parti social-démocrate (classé au centre gauche).
Lors des élections législatives de 2023, le Parti de la réforme arrive en tête, avec 31,24% des suffrages et obtient 37 sièges au Riigikogu, ce qui place Kaja Kallas en bonne posture pour poursuivre au poste de première ministre. Elle forme un nouveau gouvernement de coalition avec Estonie 200 et le Parti social-démocrate qui entre en fonction le 17 avril 2023.
Kristen Michal succède à Kaja Kallas comme président du parti le 8 septembre 2024, après lui avoir succédé comme Premier ministre le 23 juillet précédent.

## Idéologie
Le parti défend l'idéologie libérale au sens économique et politique. Il place la liberté des individus au centre de ses préoccupations, pensant que chaque individu est maître de ses propres décisions et que, par conséquent, le maximum de liberté socialement acceptable doit lui être accordé. Kaja Kallas, la présidente du parti depuis 2018 défend le mariage homosexuel, néanmoins, cette opinion n'est pas partagée par l'ensemble de son parti. L'ERE se positionne en faveur d'une flat tax sur tous les revenus, en particulier sur la consommation. Il est aussi en faveur d'exonérations d'impôts sur les investissements et l'introduction d'un seuil minimum de revenu non taxé qui devrait être graduellement augmenté. Voyant la prise en charge de la production et de la vente de biens et services par le secteur privé comme étant efficace et moins coûteuse, le parti s'oppose aux monopoles et nationalisations. Le parti se déclare tolérant et ouvert à la coopération politique avec tous les partis, excepté si ceux-ci agissent secrètement ou publiquement contre les institutions démocratiques.
Proche des milieux d'affaires, le parti veut augmenter la part du revenu mensuel exemptée d'impôt et réduire la cotisation d'assurance chômage.

## Organisation
Le bureau du Parti de la réforme se compose d'un président, de quatre vice-présidents, du président d'honneur et de membres élus par le congrès. Il compte environ 9 700 adhérents[Quand ?].

## Dirigeants
| 1994-2004   | Siim Kallas    |
| 2004-2014   | Andrus Ansip   |
| 2014-2017   | Taavi Rõivas   |
| 2017-2018   | Hanno Pevkur   |
| 2018-2024   | Kaja Kallas    |
| Depuis 2024 | Kristen Michal |

## Résultats électoraux

### Élections législatives
| Année | Sièges   | Voix    | %    | Rang | Gouvernement                                                      |
| ----- | -------- | ------- | ---- | ---- | ----------------------------------------------------------------- |
| 1995  | 19 / 101 | 87 531  | 16,2 | 2e   | Vähi (1995-1997), opposition (1997-1999)                          |
| 1999  | 18 / 101 | 77 088  | 15,9 | 3e   | Laar II (1999-2002), Siim Kallas (2002-2003)                      |
| 2003  | 19 / 101 | 87 551  | 17,7 | 3e   | Parts (2003-2005), Ansip I (2005-2007)                            |
| 2007  | 31 / 101 | 153 044 | 27,8 | 1er  | Ansip II                                                          |
| 2011  | 33 / 101 | 164 255 | 28,6 | 1er  | Ansip III (2011-2014), Rõivas I (2014-2015)                       |
| 2015  | 30 / 101 | 158 970 | 27,7 | 1er  | Rõivas II (2015-2016), opposition (depuis 2016)                   |
| 2019  | 34 / 101 | 162 332 | 28,8 | 1er  | Opposition (2019-2021), Kaja Kallas I (2021-2022), II (2022-2023) |
| 2023  | 37 / 101 | 190 659 | 31,2 | 1er  | Kaja Kallas III (2023-2024), Michal (2024-)                       |

### Élections européennes
| Année | Sièges | Voix   | %    | Rang | Groupe |
| ----- | ------ | ------ | ---- | ---- | ------ |
| 2004  | 1 / 6  | 28 377 | 12,2 | 3e   | ADLE   |
| 2009  | 1 / 6  | 60 877 | 15,3 | 3e   | ADLE   |
| 2014  | 2 / 6  | 79 854 | 24,3 | 1er  | ADLE   |
| 2019  | 2 / 7  | 87 160 | 26,2 | 1er  | RE     |
| 2024  | 1 / 7  | 66 017 | 17,9 | 3e   | RE     |